# Mateusz Skibniewski
Mateusz Skibniewski, (ur. 19 lipca 1912 w Maćkowicach, zm. 25 listopada 2002 w Lubiniu) – ksiądz katolicki, zakonnik, przeor klasztoru benedyktynów w Tyńcu, bibliotekarz. 

## Życiorys
Urodził się w rodzinnych Maćkowicach jako syn właścicieli dóbr ziemskich: Ludwika Skibniewskiego i Felicji z Dębickich. Na chrzcie dostał imię Józef. Wstępując do zakonu benedyktynów przyjął imię Mateusz. Był bratankiem dwóch zasłużonych duchownych katolickich:
- ks. Mariusza Skibniewskiego, jezuity i profesora Papieskiego Instytutu Wschodniego w Rzymie;
- ks. Stefana Skibniewskiego, protonotariusza apostolskiego i profesora filozofii chrześcijańskiej na Uniwersytecie Jana Kazimierza we Lwowie.

Życie zakonne rozpoczął w benedyktyńskim opactwie w Brugii w Belgii. W 1934 roku złożył tam pierwsze śluby zakonne i podjął studia filozoficzne i teologiczne. Powrócił do kraju w 1938 roku i poświęcił się odrodzeniu życia benedyktyńskiego w Polsce. Uczestniczył w akcji, która doprowadziła do powrotu - po ponad stu latach nieobecności - benedyktynów do Tyńca w 1939 roku. W roku 1959 objął po Piotrze Rostworowskim kierownictwo klasztoru w Tyńcu. Przeorem tego klasztoru był przez 10 lat, do roku 1969. Potem był wielokrotnie przeorem benedyktynów w Lubiniu. Był m.in. autorem prac na temat historii lubińskiego opactwa benedyktynów. Zmarł w Lubiniu dnia 25 listopada 2002.